# Cổ địa chấn

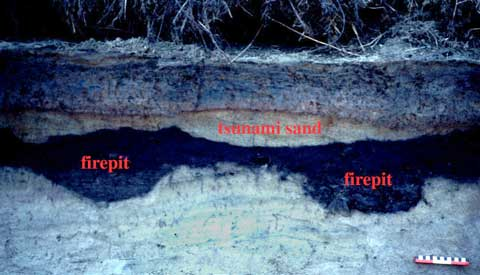
Tác động của sóng thần gây ra bởi một trận động đất ngày 26 tháng 1 năm 1700

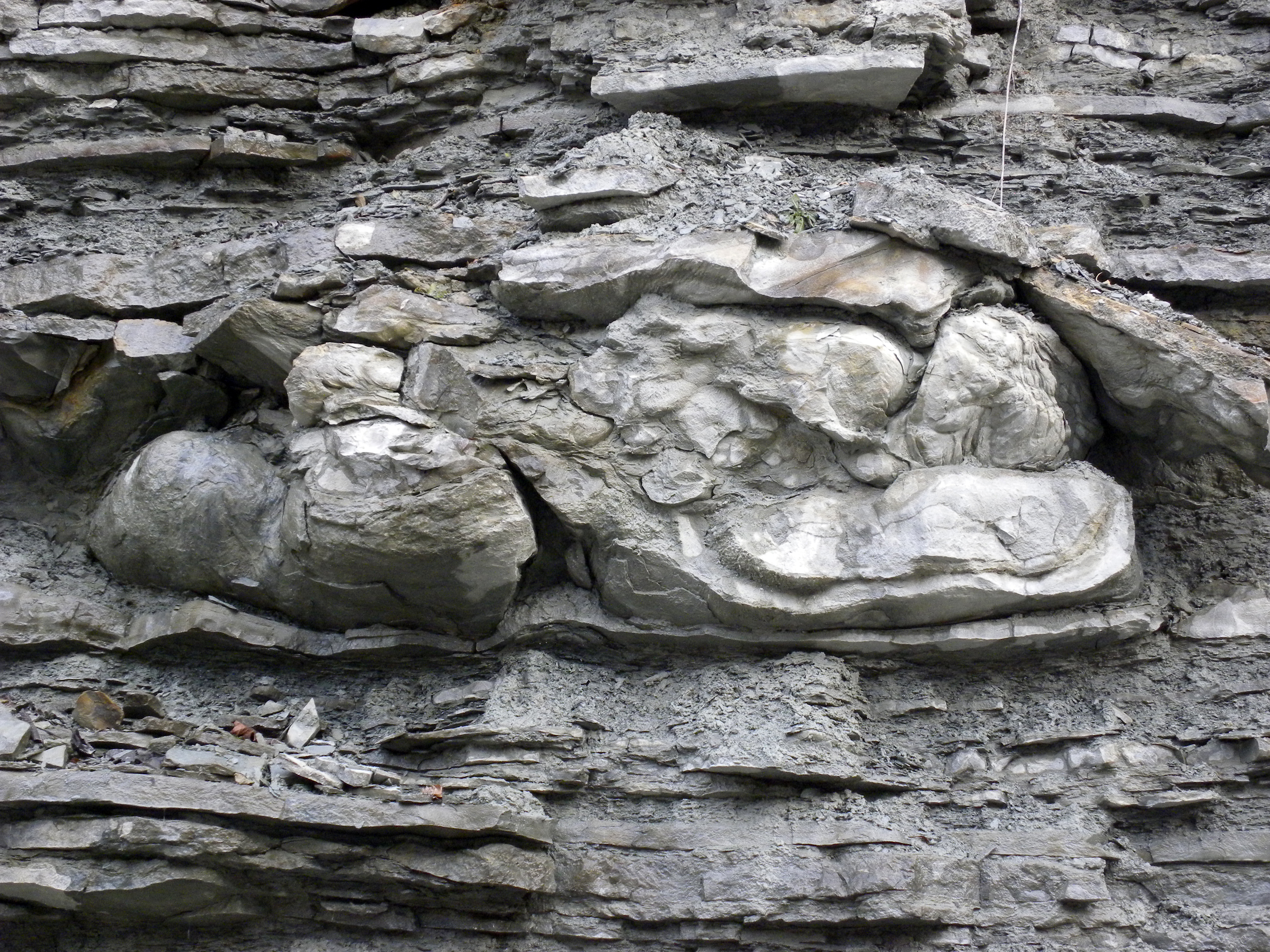
Seismit hình thành bởi sự hoá lỏng của trầm tích trong động đất cuối kỷ Ordovic (bắc Kentucky, Hoa Kỳ).

Cổ địa chấn nghiên cứ về trầm tích địa chất và đá, để tìm dấu hiệu động đất cổ. Nó được sử dụng bổ sung cho quan sát địa chấn giám sát, để tính toán hiểm hoạ địa chấn. Cổ địa chấn thường bị giới hạn về những thủy chế địa chất mà đã trải qua việc tạo ra trầm tích trong vài ngàn năm, chẳng hạn như đầm lầy, hồ, đáy sông và bờ biển.
Một rãnh đào trong một thủy chế có sự hình thành trầm tích đang hoạt động có bằng chứng của đứt gãy chờm có thể được nhìn thấy trên các bức tường của rãnh. Vấn đề bây giờ là suy ra tuổi của đứt gãy dựa trên các hình thù đan xen. Đứt gãy có thể được tính tuổi dựa trên phương pháp định tuổi bằng cacbon-14 hoặc hiện vật của con người.
Nhiều khám phá đáng chú ý đã được thực hiện bằng cách sử dụng các kỹ thuật cổ địa chấn. Ví dụ, có một quan niệm sai lầm phổ biến mà có nhiều trận động đất nhỏ hơn bằng cách nào đó có thể "giải tỏa" một đứt gãy lớn ví dụ như San Andreas, và làm giảm cơ hội của một trận động đất lớn. Bây giờ người ta biết (bằng cách sử dụng cổ địa chấn) là gần như tất cả sự di chuyển của đứt gãy xảy ra cùng với động đất rất lớn. Tất cả những sự kiện địa chấn (với độ lớn trên thang độ lớn mô men trên 8), để lại một số dấu vết trong quá trình bồi lắng.
Một ví dụ nổi tiếng khác có liên quan đến các trận siêu động đất vùng đông bắc Thái Bình Dương. Đã có lúc người ta nghĩ rằng nó là vùng có ít hiểm hoạ địa chấn vì có tương tối ít trận động đất được ghi nhận gần đây. Đã từng có một khái niệm rằng khu vực hút chìm này chỉ trượt một cách ôn hòa.
Tất cả những khái niệm dễ chịu này được phá vỡ bởi các nghiên cứu cổ địa chấn cho thấy bằng chứng của những trận động đất cực lớn, cùng với những ghi chép về sóng thần trong lịch sử. Trong thực tế, đới hút chìm dưới British Columbia, Washington, Oregon, và phía bắc California, là hoàn toàn bình thường, nhưng cực kỳ nguy hiểm về lâu dài, với khả năng tạo ra sóng thần ven biển có chiều cao vài trăm feet ở bờ biển. Chúng được gây ra bởi các mặt tiếp xúc giữa các tầng đáy biển bị hút chìm nhấn tạo áp lực nén lên tầng đất bờ biển nằm trên. Theo định kỳ một sự trượt sẽ xảy ra mà tạo ra đứt gãy chờm ven biển, dẫn đến sóng thần ở vùng trung và đông bắc Thái Bình Dương (có thể cảnh báo trước vài giờ), người dân phải chạy trốn trong thời gian ngắn.

## Khai quật cho giáo dục

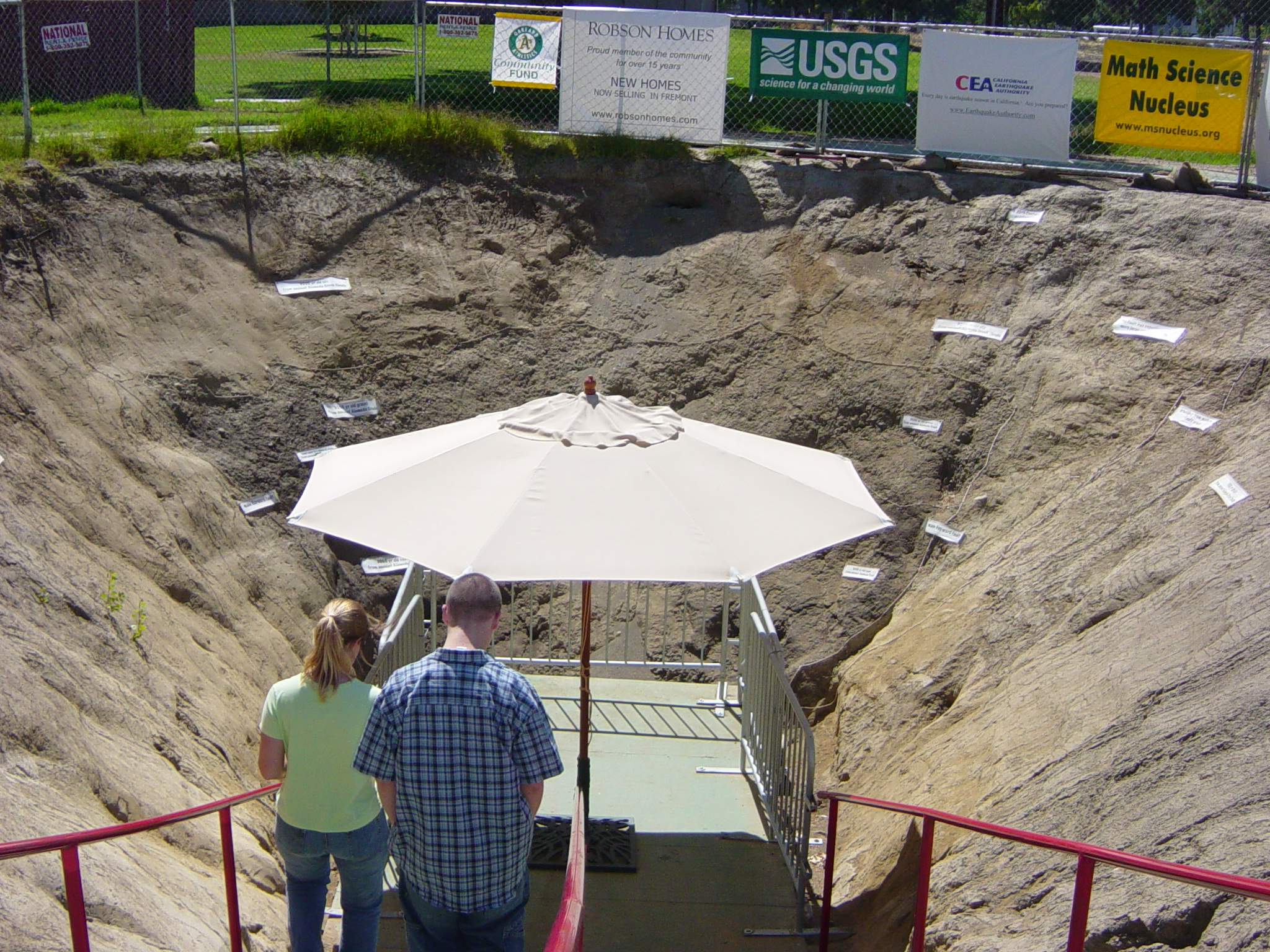
Ở đứt gãy Hayward một cái hố đã được đào cho mục đích giáo dục cộng đồng.

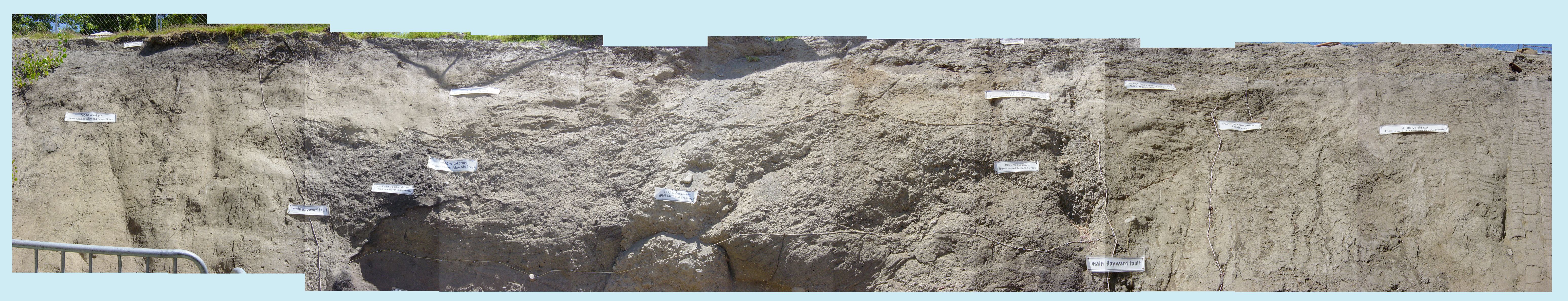
Ảnh toàn cảnh đứt gãy

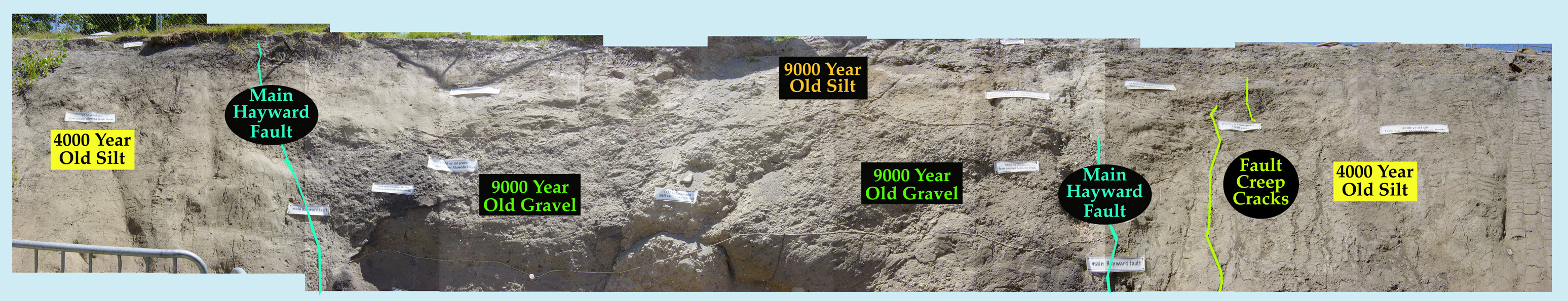
Ảnh toàn cảnh đứt gãy cùng với chú thích

## Đào rãnh cổ địa chấn
Các điều tra cổ địa chấn thường được thực hiện thông qua các nghiên cứu từ rãnh đào trong đó một cái rãnh được đào và một nhà địa chất ghi lại các đặc điểm địa chất của các tầng đá. Nghiên cứu về rãnh đào đặc biệt có liên quan đến các khu vực hoạt động địa chấn, ví dụ như nhiều bộ phận của California.